# Ohnići
Ohnići is een plaats in de gemeente Vižinada in de Kroatische provincie Istrië. De plaats telt 31 inwoners (2001).